# Survivor Series (2018)
Survivor Series (2018) foi um evento de luta livre profissional produzido pela WWE e transmitido em formato pay-per-view e pelo WWE Network que ocorreu em 18 de novembro de 2018 no Staples Center na cidade de Los Angeles, Califórnia, e contou com a participação dos lutadores do Raw e do SmackDown. Este foi o trigésimo segundo evento da cronologia do Survivor Series.

## Produção
Como no ano anterior, o tema do Survivor Series foi a "brand supremacy" (supremacia de programa), com os campeões do programa do Raw enfrentando ás suas contrapartes do SmackDown em combates sem o título em jogo: o campeão universal contra o campeão da WWE, o campeão intercontinental contra o campeão dos estados unidos e os campeões de duplas do Raw contra os campeões de duplas do SmackDown. Uma luta entre a campeã feminina do Raw contra a campeã feminina do SmackDown também estava para ocorrer, mas foi cancelada devido a campeã feminina do SmackDown ter sofrido uma lesão legítima apenas alguns dias antes do evento. A campeã feminina do Raw foi, em vez disso, programada para enfrentar a ex-campeã feminina do SmackDown em uma luta sem o título em jogo. Além disso, como o Campeonato dos Pesos-Médios da WWE não tem uma contraparte do SmackDown, este foi o único título defendido no show. Três tradicionais lutas Survivor Series 5-contra-5 de eliminação também ocorreram. Dois foram combates padrão 5-contra-5, colocando cinco lutadores masculinos e femininos do Raw contra cinco lutadores masculinos e femininos do SmackDown, respectivamente, enquanto o terceiro, que ocorreu no pré-show, sendo uma luta 10-contra-10 de eliminação que contou com cinco duplas do Raw contra cinco duplas do SmackDown.

## Antes do evento
Survivor Series teve combates de luta profissional de diferentes lutadores com rivalidades e histórias pré-determinadas que se desenvolveram no Raw, SmackDown e 205 Live,. As histórias foram produzidas nos programas de televisão semanais da WWE, Raw, SmackDown Live e 205 Live, o último dos quais é exclusivo para a divisão peso-médio.
No Evolution, Ronda Rousey derrotou Nikki Bella para reter o Campeonato Feminino do Raw, enquanto Becky Lynch derrotou Charlotte Flair em uma luta Last Woman Standing para reter o Campeonato Feminino do SmackDown. Durante uma entrevista nos bastidores depois de sua vitória, Ronda Rousey foi confrontada por Becky. Uma luta entre as duas sem o título em jogo foi marcada para o Survivor Series na noite seguinte no Raw. No episódio de 12 de novembro do Raw, Becky liderou um ataque da divisão das mulheres do SmackDown em uma invasão ao Raw e aplicou o Dis-arm-her em Ronda. Durante o tumulto, Becky sofreu uma lesão no rosto depois de um soco de Nia Jax. Devido a lesão, Becky Lynch foi retirada do combate do Survivor Series e escolheu Charlotte Flair como substituta.
No Crown Jewel, AJ Styles derrotou Samoa Joe para reter o Campeonato da WWE, enquanto Brock Lesnar derrotou Braun Strowman para conquistar o vago Campeonato Universal, estabelecendo uma revanche entre Styles e Lesnar do evento do ano anterior. No último SmackDown antes do Survivor Series, porém, Daniel Bryan derrotou Styles para se tornar o novo campeão da WWE, substituindo Styles como o oponente de Lesnar. Após o combate, Bryan atacou Styles, se tornando um vilão no processo.
Durante o pré-show do Crown Jewel, Shinsuke Nakamura derrotou Rusev para reter o Campeonato dos Estados Unidos. Após o evento, uma luta entre Nakamura e o campeão Intercontinental Seth Rollins foi marcada para o Survivor Series.
No Crown Jewel, The Bar (Cesaro e Sheamus) reteve o Campeonato de Duplas do SmackDown contra The New Day (representado por Big E e Kofi Kingston), enquanto no episódio de 5 de novembro do Raw, AOP (Akam e Rezar) derrotou Seth Rollins em uma luta 2-contra-1 para se tornarem os novos campeões de duplas do Raw. Um combate entre os dois times foi então marcado para o Survivor Series.
No Super Show-Down, Buddy Murphy derrotou Cedric Alexander para conquistar o Campeonato dos Pesos-Médios da WWE. No episódio de 31 de outubro de 205 Live, Mustafa Ali derrotou Tony Nese para se tornar o desafiante número um, e sua luta pelo título contra Murphy foi marcada para o Survivor Series.
No episódio de 5 de novembro do Raw, o gerente geral interino do Raw Baron Corbin revelou Braun Strowman, Dolph Ziggler e Drew McIntyre como os três primeiros membros do Time masculino do Raw enquanto se declarava capitão da equipe, apesar de afirmar que não competiria posição. Kurt Angle interveio, querendo substituir Corbin como capitão, então Corbin fez Angle enfrentar McIntyre, onde se Angle ganhasse, ele estaria no time; entretanto, Angle foi derrotado. Na semana seguinte, Finn Bálor derrotou Ziggler em um combate e a retornante comissária do Raw Stephanie McMahon recompensou Bálor, adicionando-o à equipe. Mais tarde, Bobby Lashley conquistou a última vaga após derrotar Elias. Também nesse episódio, Stephanie prometeu a Strowman outra luta pelo Campeonato Universal contra Brock Lesnar e também contra Baron Corbin, que havia lhe custado sua luta pelo título Universal no Crown Jewel (com Strowman escolhendo as estipulações para qualquer combate), se ele liderasse o Raw para outra vitória sobre o SmackDown. Para o Time masculino do SmackDown, no episódio de 6 de novembro de SmackDown, o comissário do programa Shane McMahon e a gerente geral Paige indicaram The Miz e Daniel Bryan como co-capitães do Time SmackDown. Miz e Bryan então adicionaram Shane ao time, já que Shane havia vencido a Copa do Mundo da WWE no Crown Jewel. Mais tarde, Rey Mysterio e Samoa Joe se juntaram a equipe após derrotarem Andrade "Cien" Almas e Jeff Hardy, respectivamente. Uma briga seguiu-se entre Joe, Bryan, Miz e Shane. Na semana seguinte, Bryan foi removido do Time SmackDown; Jeff Hardy o substituiu após derrotar Andrade "Cien" Almas.
No episódio de 5 de novembro do Raw, o gerente geral interino do Raw Baron Corbin nomeou Alexa Bliss como a capitã do Time feminino do Raw, mas não competindo devido a lesão. Na semana seguinte, Bliss revelou Mickie James, Nia Jax, Tamina e Natalya, que estavam ausentes em suas primeiras quatro escolhas e revelaram que a vencedora de uma luta entre Bayley e Sasha Banks seria o membro final. Durante o combate, porém, a equipe feminina atacou Bayley e Banks, deixando a luta sem resultado, com Bliss logo após dizendo que nenhuma das duas estaria no time e, em seguida, introduzindo Ruby Riott como a última integrante. Pelo Time feminino do SmackDown, no episódio de 6 de novembro do SmackDown, a gerente geral do programa Paige revelou Asuka, Carmella, Naomi, Sonya Deville e Charlotte Flair como as integrantes do Time SmackDown, mas Flair não apareceu; na semana anterior, Paige pediu a Flair para que fosse capitã, mas Flair sentiu que ela não era a pessoa certa, mas disse que pensaria sobre isso. Flair foi nomeada substituta de Becky Lynch para enfrentar Ronda Rousey, e a integrante final do Time SmackDown não foi revelada no último SmackDown antes do Survivor Series.
No episódio de 6 de novembro do SmackDown, The Usos (Jey e Jimmy Uso) derrotou The New Day (representado por Big E e Kofi Kingston) para se tornarem os capitães do Time SmackDown na luta 10-contra-10 de eliminação. Imediatamente após o combate, The Usos escolheram The New Day como sua primeira escolha. Na semana seguinte, The Usos adicionou Sanity (Eric Young,
Alexander Wolfe e Killian Dain), Luke Gallows e Karl Anderson e The Colóns (Primo e Epico Colón) para a equipe. No episódio de 12 de novembro do Raw, uma battle royal de times ocorreu para determinar os capitães do Time Raw. A equipe de Bobby Roode e Chad Gable derrotou The Revival (Dash Wilder e Scott Dawson), The B-Team (Bo Dallas e Curtis Axel), Lucha House Party (Gran Metalik, Kalisto e Lince Dorado), The Ascension (Konnor e Viktor) e o time de Heath Slater e Rhyno para conquistar a capitania do Time Raw, composto de todas as equipes da battle royal exceto Slater e Rhyno, e o combate de equipes foi marcado para o pré-show do Survivor Series.

## Resultados
| Nº                                          | Resultados | Estipulações                                            | Tempo |
| ------------------------------------------- | --- | ------------------------------------------------------- | ----- |
| Pré- show                                   | Time SmackDown (The Usos (Jey Uso e Jimmy Uso), The New Day (Big E e Xavier Woods), Sanity (Eric Young e Killian Dain), Luke Gallows e Karl Anderson e The Colóns (Epico Colón e Primo Colón)) (com Kofi Kingston e Alexander Wolfe) derrotou Time Raw (Bobby Roode e Chad Gable, The Revival (Dash Wilder e Scott Dawson), The B-Team (Bo Dallas e Curtis Axel), Lucha House Party (Lince Dorado e Kalisto/Gran Metalik) e The Ascension (Konnor e Viktor))1 | Luta Survivor Series 10-contra-10 de eliminação         | 22:20 |
| 1                                           | Time Raw (Mickie James, Nia Jax, Tamina, Bayley e Sasha Banks) (com Alexa Bliss) derrotou Time SmackDown (Naomi, Carmella, Sonya Deville, Asuka e Mandy Rose)2 | Luta Survivor Series 5-contra-5 de eliminação           | 18:50 |
| 2                                           | Seth Rollins (campeão Intercontinental) derrotou Shinsuke Nakamura (campeão dos Estados Unidos) | Luta individual                                         | 21:50 |
| 3                                           | AOP (Akam e Rezar) (campeões de Duplas do Raw) (com Drake Maverick) derrotou The Bar (Cesaro e Sheamus) (campeões de Duplas do SmackDown) (com Big Show) | Luta de duplas                                          | 9:00  |
| 4                                           | Buddy Murphy (c) derrotou Mustafa Ali | Luta individual pelo Campeonato dos Pesos-Médios da WWE | 12:20 |
| 5                                           | Time Raw (Dolph Ziggler, Drew McIntyre, Braun Strowman, Finn Bálor e Bobby Lashley) (com Baron Corbin e Lio Rush) derrotou Time SmackDown (The Miz, Shane McMahon, Rey Mysterio, Samoa Joe e Jeff Hardy)3 | Luta Survivor Series 5-contra-5 de eliminação           | 24:00 |
| 6                                           | Ronda Rousey (Raw) derrotou Charlotte Flair (SmackDown) por desqualificação | Luta individual                                         | 14:40 |
| 7                                           | Brock Lesnar (campeão Universal) (com Paul Heyman) derrotou Daniel Bryan (campeão da WWE) | Luta individual                                         | 18:50 |
| (c) – Refere-se aos campeões antes da luta. | |                                                         |       |

### Eliminações nas lutasSurvivor Series
↑1 
| Eliminação       | Lutadores                                       | Programa                                        | Eliminado por                                   | Modo de eliminação                              | Tempo                                           |
| ---------------- | ----------------------------------------------- | ----------------------------------------------- | ----------------------------------------------- | ----------------------------------------------- | ----------------------------------------------- |
| 1                | The Colóns                                      | SmackDown                                       | Dash Wilder                                     | Shatter Machine em Primo Colón                  | -                                               |
| 2                | The B-Team                                      | Raw                                             | Karl Anderson                                   | Schoolboy em Bo Dallas                          | 5:15                                            |
| 3                | Sanity                                          | SmackDown                                       | Bobby Roode                                     | Combinação Neckbreaker/Moonsault em Eric Young  | 6:45                                            |
| 4                | The Ascension                                   | Raw                                             | Big E                                           | Assisted splash em Viktor                       | 9:00                                            |
| 5                | Luke Gallows e Karl Anderson                    | SmackDown                                       | Gran Metalik                                    | Springboard Swanton em Karl Anderson            | 11:05                                           |
| 6                | Lucha House Party                               | Raw                                             | Jey Uso                                         | Alley Uce em Lince Dorado                       | -                                               |
| 7                | Bobby Roode e Chad Gable                        | Raw                                             | Big E                                           | UpUpDownDown em Chad Gable                      | -                                               |
| 8                | The New Day                                     | SmackDown                                       | Dash Wilder                                     | Shatter Machine em Xavier Woods                 | -                                               |
| 9                | The Revival                                     | Raw                                             | Jimmy Uso                                       | Uso Splash em Scott Dawson                      | 22:20                                           |
| Sobrevivente(s): | The Usos (Jimmy Uso e Jey Uso) (Time SmackDown) | The Usos (Jimmy Uso e Jey Uso) (Time SmackDown) | The Usos (Jimmy Uso e Jey Uso) (Time SmackDown) | The Usos (Jimmy Uso e Jey Uso) (Time SmackDown) | The Usos (Jimmy Uso e Jey Uso) (Time SmackDown) |

↑2 
| Eliminação       | Lutadora           | Programa           | Eliminado por      | Modo de eliminação             | Tempo              |
| ---------------- | ------------------ | ------------------ | ------------------ | ------------------------------ | ------------------ |
| 1                | Naomi              | SmackDown          | Tamina             | Superkick                      | 1:20               |
| 2                | Tamina             | Raw                | Carmella           | Schoolgirl                     | 1:31               |
| 3                | Mickie James       | Raw                | Mandy Rose         | Sliding knee por Sonya Deville | 6:50               |
| 4                | Carmella           | SmackDown          | Bayley             | Bayley to Belly                | 8:20               |
| 5                | Mandy Rose         | SmackDown          | Sasha Banks        | Bank Statement                 | 9:55               |
| 6                | Bayley             | Raw                | N/A                | Dupla contagem                 | 14:45              |
| 7                | Sonya Deville      | SmackDown          | N/A                | Dupla contagem                 | 14:45              |
| 8                | Sasha Banks        | Raw                | Asuka              | Asuka Lock                     | 18:45              |
| 9                | Asuka              | SmackDown          | Nia Jax            | Samoan Drop                    | 18:50              |
| Sobrevivente(s): | Nia Jax (Time Raw) | Nia Jax (Time Raw) | Nia Jax (Time Raw) | Nia Jax (Time Raw)             | Nia Jax (Time Raw) |

↑3 
| Eliminação       | Lutador                                                  | Programa                                                 | Eliminado por                                            | Modo de eliminação                                       | Tempo                                                    |
| ---------------- | -------------------------------------------------------- | -------------------------------------------------------- | -------------------------------------------------------- | -------------------------------------------------------- | -------------------------------------------------------- |
| 1                | Samoa Joe                                                | SmackDown                                                | Drew McIntyre                                            | Claymore Kick                                            | 0:35                                                     |
| 2                | Finn Bálor                                               | Raw                                                      | Rey Mysterio                                             | 619 seguido de um springboard Frog Splash                | 12:10                                                    |
| 3                | Dolph Ziggler                                            | Raw                                                      | Shane McMahon                                            | Coast to Coast                                           | 18:10                                                    |
| 4                | Jeff Hardy                                               | SmackDown                                                | Braun Strowman                                           | Powerslam                                                | 20:45                                                    |
| 5                | Rey Mysterio                                             | SmackDown                                                | Braun Strowman                                           | Powerslam                                                | 21:10                                                    |
| 6                | The Miz                                                  | SmackDown                                                | Braun Strowman                                           | Powerslam                                                | 22:25                                                    |
| 7                | Shane McMahon                                            | SmackDown                                                | Braun Strowman                                           | Running powerslam                                        | 24:00                                                    |
| Sobrevivente(s): | Braun Strowman, Drew McIntyre e Bobby Lashley (Time Raw) | Braun Strowman, Drew McIntyre e Bobby Lashley (Time Raw) | Braun Strowman, Drew McIntyre e Bobby Lashley (Time Raw) | Braun Strowman, Drew McIntyre e Bobby Lashley (Time Raw) | Braun Strowman, Drew McIntyre e Bobby Lashley (Time Raw) |